# Saito Akira
Akira Saito (sinh ngày 13 tháng 7 năm 1972) là một cầu thủ bóng đá người Nhật Bản.

## Sự nghiệp câu lạc bộ
Akira Saito đã từng chơi cho Shimizu S-Pulse.